# 下沃森
下沃森是德国巴伐利亚州的一个市镇。总面积41.28平方公里，总人口3507人，其中男性1711人，女性1796人（2011年12月31日），人口密度85人/平方公里。